# Trojská lávka
Trojská lávka je ocelová lávka přes Vltavu mezi pražskou čtvrtí Troja a Císařským ostrovem. Přemostění má význam jako pěší spojnice rekreačních cílů Pražanů, Královské obory a Trojského zámku, zoologické a botanické zahrady v Troji.
Na místě lávky dříve fungoval přívoz a později provizorní mostní stavby. V roce 1984 byla vybudovaná lehká zavěšená betonová lávka, která se zřítila v prosinci 2017. Spojení pak dočasně zajišťoval přívoz a od listopadu 2019 byla postavena současná lávka uvedená do provozu v říjnu 2020.

## Historie

### Přívoz a pontonový most
U řeky lemované historickou osadou Rybáře v ulici Pod Havránkou v místě lávky býval původně přívoz, který byl na zimu nahrazován pontonovým mostem. Později byl využíván delší dobu, až při kulminaci průtoku při povodni 23. srpna 1977 se utrhl šíf (vlečná loď), který nejprve poškodil trojský jez a pak zničil pontonový most. Kýl tohoto šífu byl ještě dlouhá desetiletí na břehu trojského ostrova nedaleko místa mostu.

### Montovaný most
Nedlouho poté vojáci postavili montovaný most s dřevěnou pochozí plochou, kterému Pražané říkali lávka. Krátce nato byl při povodni poškozen jeřábovou lodí, která byla využívána při opravě jezu. Poškozenou lávku lidé dále využívali i přes zákaz vstupu. V roce 1978 na ní byla natočena úvodní scéna dílu Majora Zemana zvaného Rukojmí v Bella Vista. Dne 22. července 1981 byla definitivně smetena další povodní.

### Betonová lávka

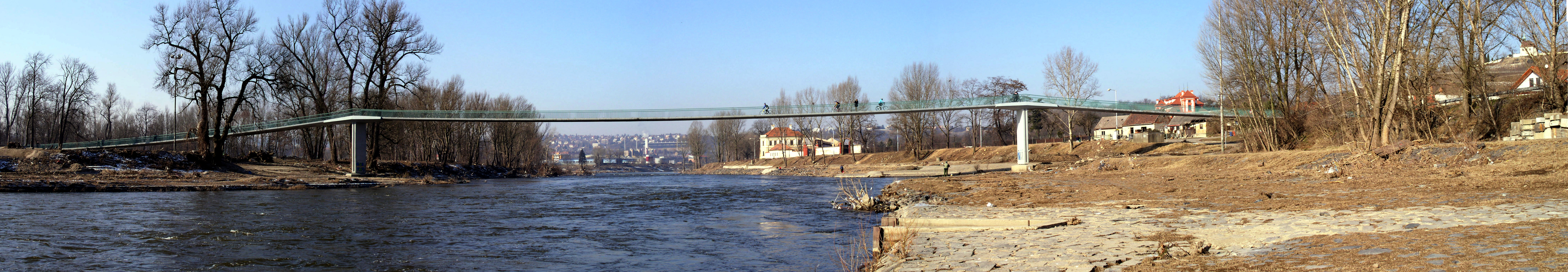
Panorama Trojské lávky v roce 2003

Novým spojením ostrova a Troje se v roce 1984 stala lávka pro pěší o celkové délce 256 m a šířce 3,8 m. Stavbu projektoval inženýr Jiří Stráský. Technologicky se jednalo o předpjatý pás: na soustavě 156 ocelových lan byly zavěšeny železobetonové díly, jejichž povrch byl z plastbetonu a saduritu. V případě potřeby mohla lávka sloužit i vozidlům záchranného systému. Při stavbě trojského předmostí byly zbořeny domky bývalé osady Rybáře mezi uličkou Pod Havránkou a zdí zahrady Trojského zámku. V roce 1999 prošla stavba generální opravou. V roce 2007–2009 provedla Technická správa komunikací diagnostický průzkum lávky, při kterém nalezla řadu trhlin a poškození lanového systému. Od roku 2014 byla prováděna další měření. Roku 2016 vyhodnotila technický stav lávky jako špatný a konstrukci neopravitelnou; v podstatě tím navrhla vybudování nové lávky. Předpokládala, že životnost mostu v zjištěné podobě dosáhne pěti let.

### Zřícení lávky a jeho ohlasy

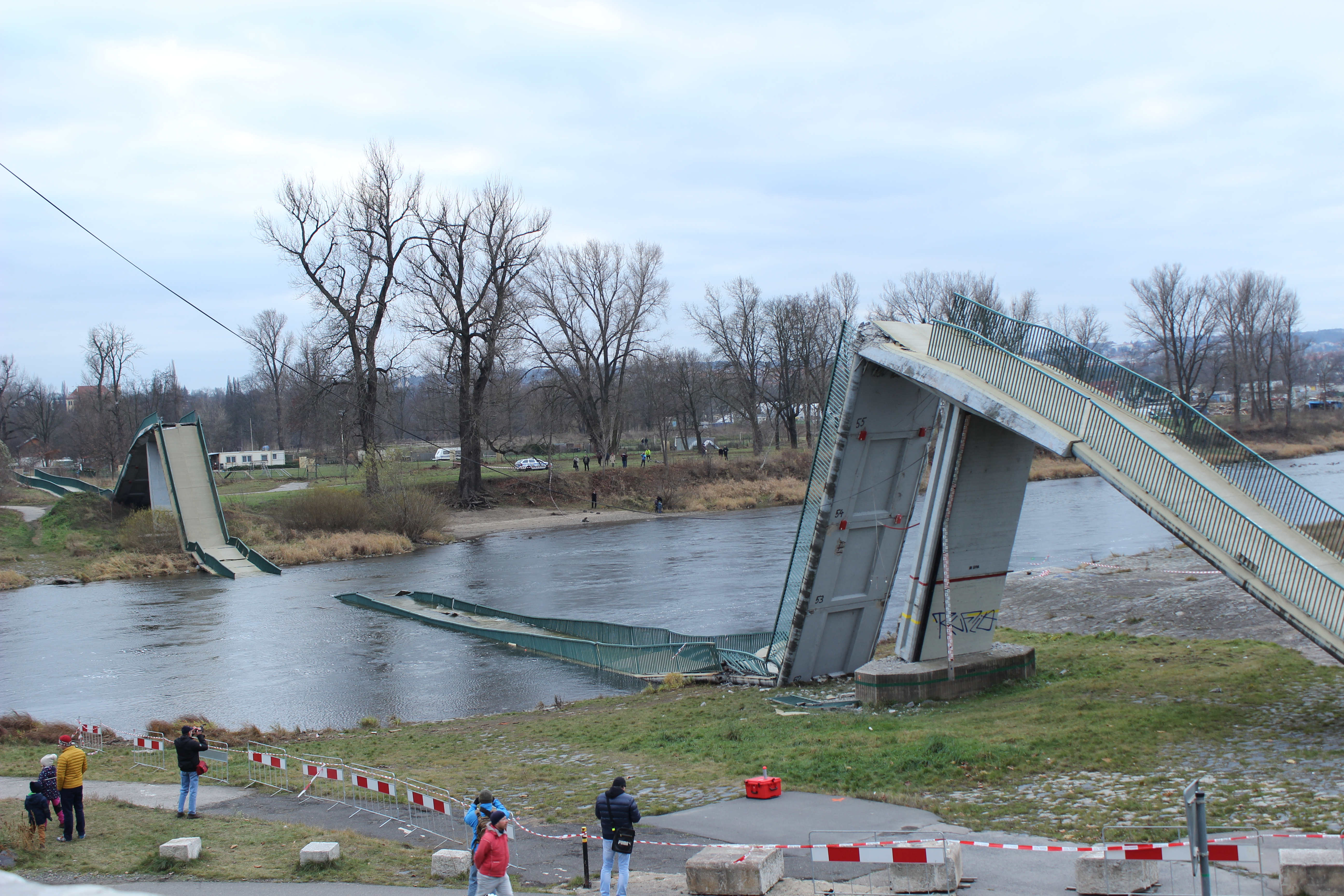
Zřícená lávka

V sobotu 2. prosince 2017 se lávka zřítila a čtyři lidé byli při pádu zraněni.
Kvůli pádu lávky byl na žádost vedení pražského magistrátu dočasně odvolán Technickou správou komunikací vedoucí oddělení mostů Jan Zemánek. Kvůli zřícení byli z obecného ohrožení obviněni projektant Jiří Stráský a předchůdce Jana Zemánka Antonín Semecký.
Pád mostu odstartoval debatu v médiích ohledně stavu pražských mostů, který je v případě některých dalších (např. Hlávkův most nebo Libeňský most) dlouhodobě hodnocen jako problematický. V pondělí 4. prosince 2017 večer byla uzavřena z bezpečnostních důvodů lávka přes Berounku v Černošicích, kterou nedávno předtím Praha převzala do vlastnictví od města Černošic, a pražský magistrát zadal zpracování aktuálního posudku. Lidé však zákaz nerespektovali, po týdnu byla lávka opět otevřena, poté co byly na návrh statika doplněny vzpěry krajních sloupků a na jaro 2018 naplánována definitivní oprava. Podle zprávy z 3. prosince 2017 Praha urychleně zvažovala uzavření radotínské lávky přes Berounku. Podle tiskové zprávy městské části Praha-Radotín z 5. prosince 2017 lávka zatím nebyla uzavřena, ale byla o půl roku uspíšena plánovaná kontrola lávky, která se měla konat na jaře 2018, takže proběhla již 9. prosince 2017. Nová lávka se má začít stavět v roce 2018.
Zřícení vyvolalo obavy ohledně mostů obdobné konstrukce jako trojská lávka. Starosta Nymburka nechal 13. prosince 2017 uzavřít lávku přes Labe, která je stejné konstrukce, a dne 3. srpna 2018 začala její demolice. 14. prosince 2017 byla z důvodu mimořádné revize uzavřena též lávka přes Otavu u nábřeží 1. máje v Písku, rovněž stejné konstrukce. Obec Kaliště nechala uzavřít lávku přes řeku Sázavu mezi Hvězdonicemi a Poddubím do doby, než se vyšetří příčiny pádu trojské lávky. 15. prosince 2017 uzavřelo město Kroměříž kvůli mimořádné prohlídce minimálně do poloviny ledna lávku přes řeku Moravu. Opravená lávka byla otevřena v prosinci 2020, byla vyztužena novým předpjatými externími lany, které most podpírají zespodu. Získala také nový povrch, hydroizolaci a zábradlí.

### Přívoz
Pontonový most zde podle radního Dolínka jako náhrada postaven být nemohl, protože ten lze podle zákona postavit jen v případě živelních katastrof.
V sobotu 23. prosince 2017 byl jako náhradní doprava zaveden přívoz P8 v rámci Pražské integrované dopravy, který sloužil až do otevření nové lávky v říjnu 2020. Cestující byli v rámci kompenzace za chybějící lávku přepravováni bezplatně, na rozdíl od ostatních pražských přívozů. Jeho provozovatelem byla Pražská paroplavební společnost. V provozu byl v intervalu 20 minut (ve špičkách pracovních dnů 10 minut) v pracovní dny od 7 do 19 hodin, o víkendech a svátcích od 8 do 19 hodin. Za první den bylo přepraveno 650 cestujících.
Přepravu zajišťovala nejprve převozní loď Mistr Jan Hus společnosti Evropská vodní doprava s elektrickým pohonem, postavená v roce 2016, s kapacitou 28 osob včetně kol a kočárků. Od 3. srpna 2018 provoz zajišťovalo větší plavidlo s kapacitou 100 cestujících. Pro provoz přívozu musela být Státní plavební správou udělena výjimka, protože toto rameno jinak není vedeno jako splavné pro všechna plavidla.
Provoz přívozu byl kvůli vysoké hladině Vltavy ukončen několik dní před otevřením nové lávky.[zdroj?]

### Ocelová lávka

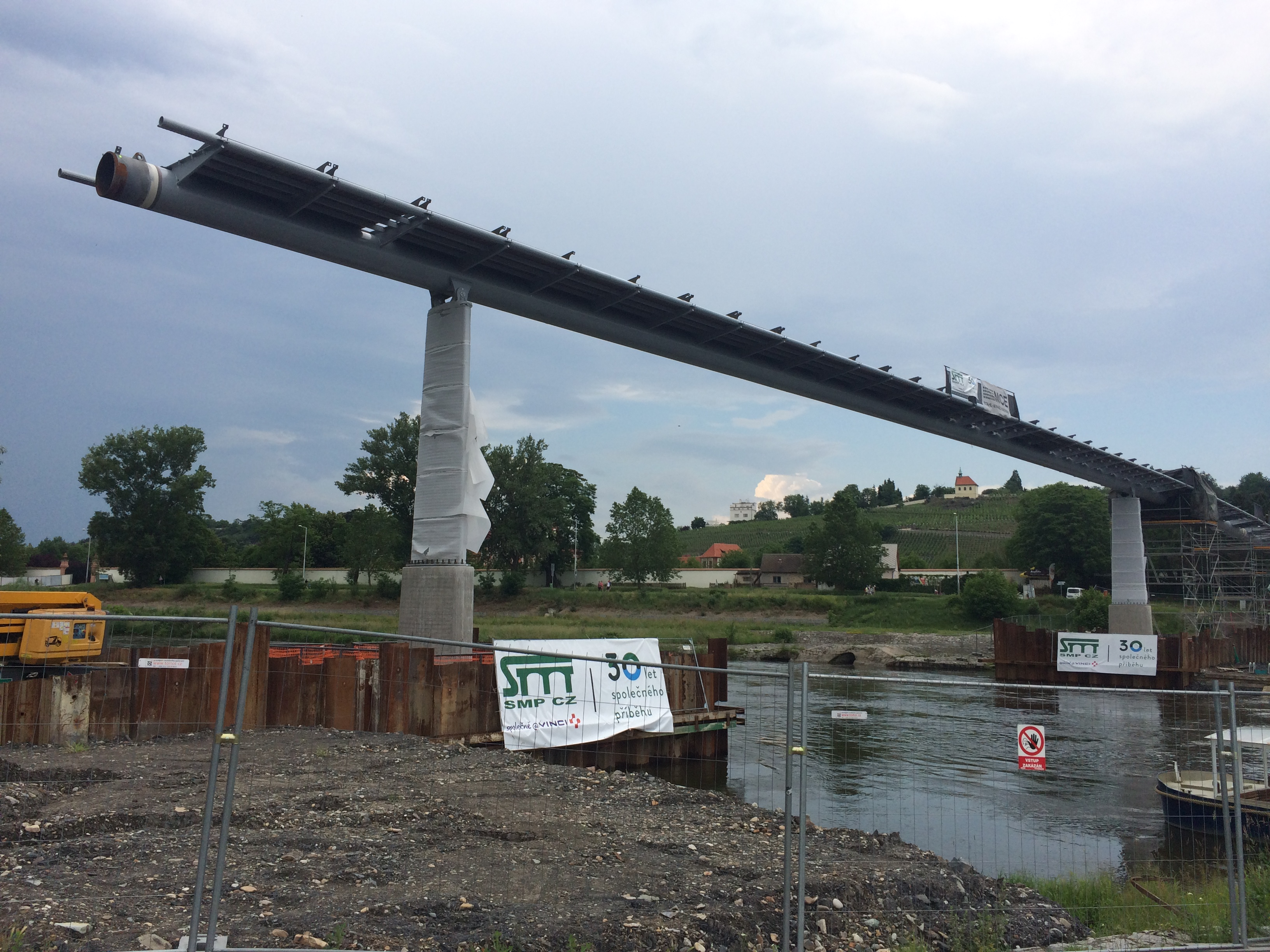
Stavba nové Trojské lávky, stav před polovinou června 2020

Pro umožnění stavby nové lávky byla provedena změna územního plánu, protože kromě lávky na původním místě mají být postaveny ještě další dva nové mosty na Císařský ostrov.
Stavba nové lávky byla zahájena 7. listopadu 2019. V červnu 2020 byly vybudovány pilíře a na ně uložen první díl samotného mostu.

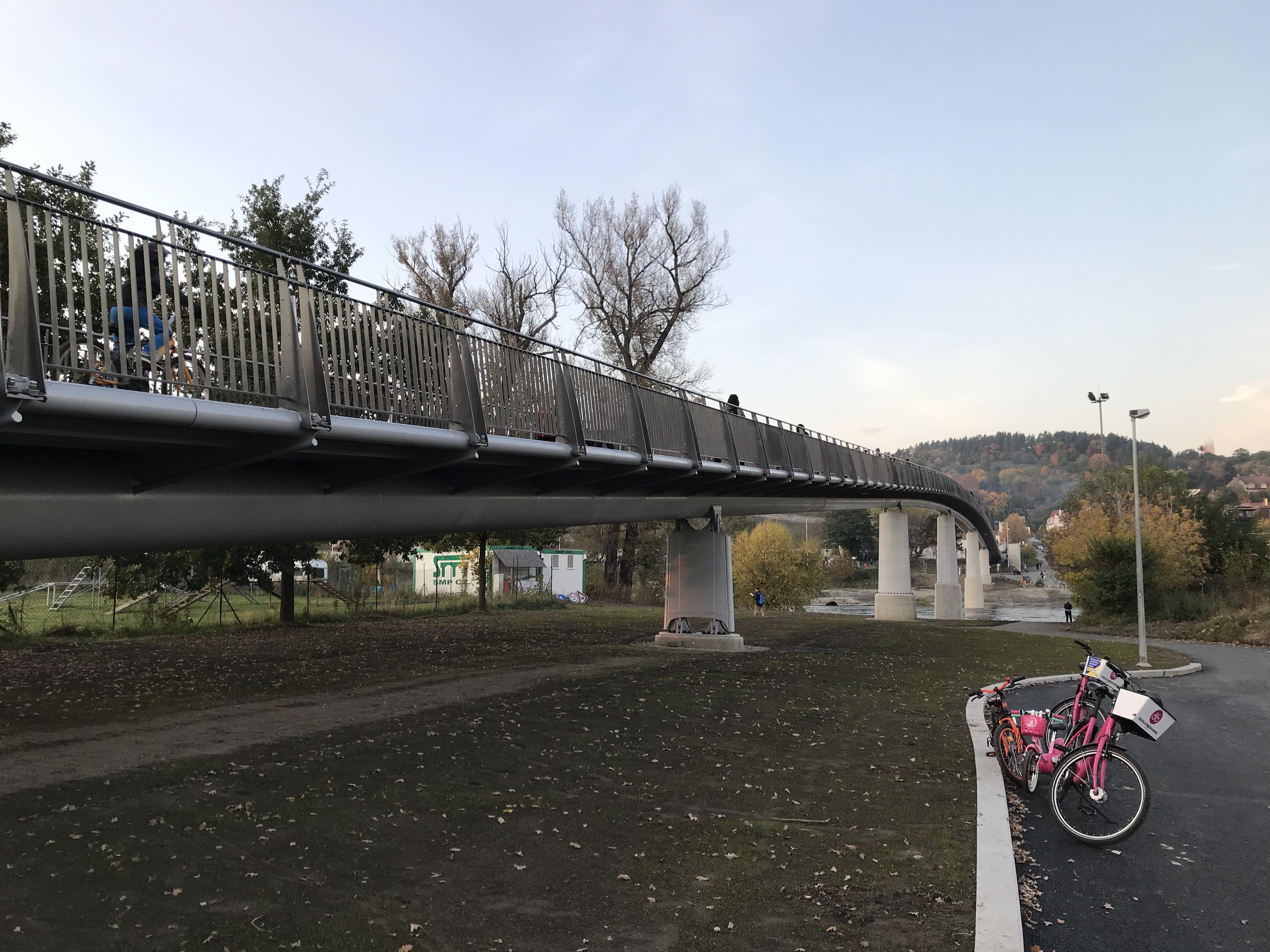
Detail konstrukce nové ocelové Trojské lávky několik dní po otevření

Lávka byla pro veřejnost otevřena v plánovaném termínu 23. října 2020. Lávka je ocelová, mostovka je vytvořena z tropického dřeva afrického stromu Lophira alata, známého pod názvy azobé, ekki nebo red ironwood tree. Náměstek pro dopravu Adam Scheinherr při oznámení této skutečnosti uváděl, že se řadí „mezi jednu z nejtrvanlivějších dřevin na světě“ jak co do odolnosti proti vodě a vlhku, tak proti plísním, hnilobě a ohni, a považuje se za dřevo prakticky nezničitelné. Nová lávka je posazená výše než původní. Stejně jako předchozí je nová lávka určena pro pěší, bruslaře a cyklisty. Je koncipována i pro průjezd vozidel integrovaného záchranného systému. Jako protipovodňové opatření má lávka sklopná zábradlí. Cena lávky byla původně odhadována na 128 milionů korun, nakonec stála 150 milionů. Životnost lávky byla při otevření deklarována na minimálně 100 let. Podle pražského náměstka pro dopravu Adama Scheinherra má nová lávka výrazně lepší parametry pro údržbu a je odolná vůči korozi.
Biolog a doktorand lesního inženýrství Jiří Jakl a jím vedená ekologická platforma ČSSD Zvonečník kritizovali použití tropického dřeva na povrch mostovky. Platforma Zvonečník kritiku vedla v kontextu boje proti kácení deštných pralesů, přestože dodané dřevo mělo ekologickou certifikaci. Jiří Jakl tvrdil, že v Česku jsou dostupná jiná řešení s větší životností a nižší cenou, nebo dřevo se stejnou ekocertifikací a třeba i rovnou z pražských lesů, případně recyklovaný plast nebo vysokopevnostní beton. Zvyšování poptávky po tropickém dřevu ve světě mimo Afriku podle Jakla není vhodné, naopak se Jakl vyjadřoval pro symbolickou podporu českých lesníků odběrem jejich dřeva. Na podporu tohoto požadavku Jakl zpochybňuje certifikační praxi v Africe, připomíná ekologickou zátěž dálkovou dopravou dřeva a že v Africe toto dřevo sami potřebují a tlak na tropické pralesy ustojí jen přiměřená poptávka po dřevu. Zpochybňuje rovněž deklarovanou stoletou životnost tohoto dřeva.